# Elisoft
Elisoft s.r.o. je česká softwarová společnost založena roku 1998, která se zabývá vývojem, prodejem a podporou účetního a evidenčního systému EKONOM. Kromě vývoje klasické desktopové aplikace se zabývá také vytvářením webových služeb postavených na technologii cloud computingu a mobilních aplikací na platformě Android.

## Historie společnosti
Společnosti Elisoft s.r.o. vznikla v únoru roku 1998. Byla založena dvěma společníky Františkem Bělovským a Jaroslavem Sládkem. Společnost se od začátku zabývala vývojem a prodejem účetního a evidenčního systému EKONOM. Nejdříve pro operační systém DOS a od roku 2001 pro operační systém Microsoft Windows. Od roku 2013 vyvíjí také aplikace v prostředí cloud computingu a mobilní aplikace. V roce 2018 přivedla na trh verzi systému EKONOM pro velké společnosti postavenou na databázovém systému SQL a o rok později uvedla novou mobilní aplikaci pro podporu maloobchodního prodeje EKONOM účtenka. Elisoft má pobočky ve Zlíně a Plzni.

## Produkty
- Účetní a evidenční systém EKONOM: účetní a evidenční systém pro podniky.
- EKONOM online: webová služba postavená na technologii cloud computingu. Uživatelé mohou evidovat své pohledávky, závazky a úhrady, vést pokladní a bankovní deník a generovat podklady pro daňové přiznání.
- EKONOM účtenka: mobilní aplikace pro platformu Android. Je určena pro podporu maloobchodního prodeje s funkcemi jako katalog zboží, skenování EAN a integrace bankovních terminálů. Díky tomu může sloužit jako jednoduchá pokladna.
- EKONOM přehledy: mobilní aplikace pro zobrazení stavu účetnictví pro manažerské pozice ve společnosti.